# Indonesiens Billie Jean King Cup-lag
Indonesiens Billie Jean King Cup-lag representerar Indonesien i tennisturneringen Billie Jean King Cup, och kontrolleras av Indonesiens tennisförbund.

## Historik
Indonesien deltog första gången 1969. Bästa resultat är semifinalplatsen från 1994.